# Lan Tự
Đảo Lan Tự (Tiếng Yami: Ponso no Tao hoặc Pongso no Tao; tiếng Trung: 蘭嶼; bính âm: Lán Yǔ; Bạch thoại tự: Lân-sū) là một hòn đảo núi lửa rộng 45 km² ngoài khơi bờ biển đông nam Đài Loan, ngăn cách với tỉnh đảo Batanes của Philippines bởi Eo biển Bashi. Đảo được quản lý như một hương thuộc Đài Đông. Hòn đảo là quê hương của người Tao, một nhóm dân tộc thiểu số đến từ quần đảo Batanes của Philippines từ 800 năm trước. Hòn đảo còn được biết đến với các tên gọi Ponso no Tao hay Pongso no Tawo hoặc là Irala. Ngoài ra còn có tên gọi Botel Tobago.

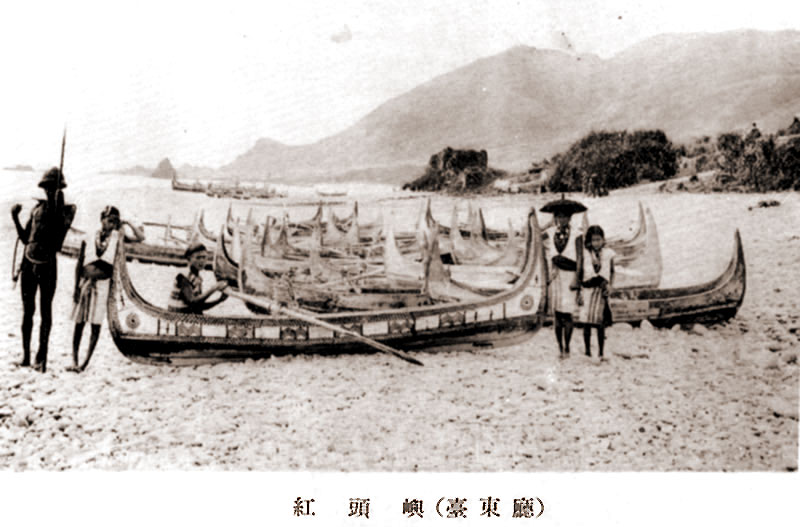
Bức ảnh cũ trên bờ biển của đảo, được công bố trên một ấn phẩm của chính phủ Nhật Bản năm 1931.

Hòn đảo được thể hiện lần đầu trên bản đồ của Nhật Bản với tên gọi Tabako-shima vào đầu thế kỷ XVII và được ghi là Tabaco Xima trên bản đồ của người Pháp năm 1654. Người Hán gọi đảo này là Hồng Đầu Tự (紅頭嶼), vì vậy nó đã được gọi là Koto-sho (cách đọc từ trên trong tiếng Nhật) trong thời gian cai trị của Nhật Bản tại Đài Loan. Chính phủ Nhật Bản tuyên bố đảo là khu vực nghiên cứu dân tộc học và giới hạn cho công chúng. Sự hạn chế này vẫn có hiệu lực khi Trung Quốc chiếm đảo năm 1945, nhưng đã được dỡ bỏ vào năm 1967. Vì những hạn chế đó mà các truyền thống văn hóa của người Tao được bảo tồn tốt nhất trong số các bộ tộc ở Đài Loan. Kể từ đó, các trường học được xây dựng trên đảo và giáo dục bằng tiếng Hoa đã trở thành bắt buộc. Du lịch đến đảo cũng tăng. Hòn đảo này được biết đến bởi người Ami là Buturu và với người Puyuma là Botol.
Có tám ngọn núi cao trên 400 m cao, ngọn núi cao nhất là Hồng Đầu Sơn (紅頭山) với 552 m.
Dân trên đảo là nông dân và ngư dân dựa vào đánh cá, khoai môn, khoai mỡ, và kê.

## Thôn
Các thôn trên đảo là:
| Tiếng Ami | Chữ Hán | Hán Việt   |
| --------- | ------- | ---------- |
| Yayu      | 椰油    | Da Du      |
| Iraralay  | 朗島    | Lãng Đảo   |
| Iranumilk | 東清    | Đông Thanh |
| Imourud   | 紅頭    | Hồng Đầu   |